# 梁朝玉
梁朝玉（1887年—？年），字煜南，廣東省肇慶府高要縣頭溪沙浦西股人，宣統三年進士。

## 生平
- 光緒三十四年（1908年）春，入學北洋大學堂工科土木工學門乙班生[4]，宣統三年畢業。
- 宣統二年，北洋大學堂預科補習期滿，獎給拔貢生[5]。
- 宣統三年三月，學部會考北洋大學堂畢業學生，得71.19分，列優等[6]
- 宣統三年四月，賞給進士出身，改為翰林院庶吉士[7]。
- 民國七年（1918年），順直水利委員會副流量測員[8]。
- 美國康乃爾大學畢業院畢業，曾任督辦水災河工處副技師，順直水利委員會流量處副技師[9]
- 民國二十年（1931年），華北水利委員會工程師，代理水文課課長[10]
- 民國二十二年（1933年），華北水利委員會正工程師兼水文課課長[11][12]。
- 民國二十五年（1936年）3月4日，任全國經濟委員會華北水利委員會委員長技正[13]
- 民國二十七年（1938年）6月8日，代理珠江水利局技正[14]
- 民國二十九年（1940年）10月17日，任經濟部珠江水利局技正[15]